# Fiordo di Re Oscar
Il fiordo di Re Oscar (danese Kong Oscar Fjord) è un fiordo della Groenlandia di 145 km. Si trova a 72°20'N 24°00'O; è situato nel Parco nazionale della Groenlandia nordorientale, fuori da qualsiasi comune.
Il nome gli fu dato da  Alfred Gabriel Nathorst nel corso della sua spedizione del 1899 in onore di Oscar II di Svezia.